# Rufino Lanchetas
Rufino Lanchetas y Labayru o Lavayru  (San Martín de Unx, Navarra, 16 de noviembre de 1842 - antes de 1915) fue un medievalista, gramático y lexicógrafo español de entre los siglos XIX y XX.

## Biografía
Clérigo navarro primer hijo de los cinco que llegaron a tener Martín Jacinto Lanchetas y María Teresa Lavayru, marchó a estudiar derecho en la Universidad Central en 1876 y se doctoró en Filosofía y Letras con una tesis sobre El criterio histórico, las leyes fonéticas.... Según Julio Cejador, fue profesor auxiliar de esta misma universidad. También obtuvo una plaza de catedrático en el Instituto de San Juan de Puerto Rico en 1882, pero renunció y lo fue después en el Instituto Cardenal Cisneros en Madrid. Fue además catedrático de la Universidad de Valencia.
Se hizo famoso por una monumental Gramática y Vocabulario de las obras de Gonzalo de Berceo (1903) de cuatro mil entradas y más de mil páginas que fue premiada por la Real Academia Española e impresa a sus expensas. Todavía resulta útil para el estudio de las obras del sacerdote riojano. Publicó también trabajos sobre el verbo en español, una gramática latina y una Gramática de la lengua castellana (curso elemental completo) (Madrid: Imprenta de Balgañón y Moreno, 1908). En opinión de Francisco Abad Nebot, sus criterios como gramático y lingüista son bastante modernos y diacrónicos.
Corpus Barga, del que Lanchetas fue profesor de latín dejó este retrato de él:

Nuestro colegio no era de curas, como se decía de los religiosos, sino de profesores laicos, algunos de los cuales fueron lo que no se llamaba aún intelectuales. La entrada en el bachillerato se hacía con solemnidad pasando por debajo del arco romano; el primero (el primer año) de latín venía a ser en los estudios como la primera novia en los placeres y el primer frac en la vida social, algo por lo que no había más remedio que pasar, indispensable y engorroso. «El que no sabe latín no puede tener buen fin», se sentenciaba todavía. De nuestra clase todos debíamos acabar mal, porque ninguno lo llegó a aprender; nuestro profesor, creo que solo lo fue durante un año, era el latinista don Rufino Lanchetas, del que nos reíamos por su nombre y porque los días fríos se liaba la capa a las piernas, como si fuese una manta, a partir de su abultada barriga, lo mismo que los cocheros para sentarse en el pescante, y porque así enrollado y sentado nos explicaba acompañándose con la mímica, no sé qué tragedia de la antigüedad y hacía el gesto que él suponía en el actor al exclamar: “¡Míralos, míralos cómo huyen!” Luego he sabido que don Rufino Lanchetas fue un temido compañero de oposiciones de Unamuno y he oído hablar de él con respeto y cariño a don Ramón Menéndez Pidal...
Corpus Barga.

Javier Ibarra, siguiendo a Cejador, le atribuye también la antología de poesía sobre la guerra de Cuba en tres volúmenes La nueva lira criolla publicada anónimamente en La Habana con el pseudónimo de "Un vueltarribero", sin ofrecer más detalles.

## Obras
- Gramática y Vocabulario de las obras de Gonzalo de Berceo, Madrid : Est. Tipográfico Sucesores de Rivadeneyra, 1900 (en el colofón figura 1903).
- Morfología del verbo castellano ó Explicación del verbo castellano actual: según los principios y el método de la gramática comparada é histórica, Madrid: Librería Editorial de Bailly-Bailliere e Hijos, 1897.
- Gramática de la lengua castellana (curso elemental completo) (Madrid: Imprenta de Balgañón y Moreno, 1908)
- Gramática de la lengua latina, Madrid : Estab. Tip. Sucesores de Rivadeneyra, 1910.
- Gramática de la lengua latina. Primera parte, Fonología y morfología, Valladolid : Casa Social Católica, 1922, 2.ª ed.
- La nueva lira criolla: guarachas, canciones, decimas y canciones de la guerra, por un vueltarribero, La Habana: La Moderna Poesía, 1897, 1903 y 1907 (3 vols.).